# Duberria
Duberria ist eine Schlangengattung aus der Familie Pseudoxyrhophiidae, die in Afrika verbreitet ist.

## Merkmale und Lebensweise
Die Schlangen der Gattung Duberria sind klein. Sie weisen dorsal 15 Schuppenreihen auf und 23 bis 47 Subcaudalia. Die Schlangen leben terrestrisch und bewegen sich nur langsam fort. Sie sind ungiftig und für den Menschen ungefährlich. Ihre Nahrung ist auf Schnecken spezialisiert. Andere schneckenfressende Schlangengattungen sind Micropisthodon aus der gleichen Familie sowie Pareas aus der Familie Pareidae und Dipsas aus der Familie Dipsadinae.

## Verbreitungsgebiet und Gefährdungsstatus
Das Verbreitungsgebiet der Gattung liegt im Südosten Afrikas in Südafrika, Eswatini, Mosambik, Sambia, Malawi, Simbabwe, Tansania, Kenia, Äthiopien, Uganda, Ruanda, Burundi, der Demokratischen Republik Kongo und dem Südsudan.
Die Weltnaturschutzunion (IUCN) stuft die beiden Arten D. lutrix und D. variegata als nicht gefährdet ein (least concern). Auch auf der nationalen Roten Liste Südafrikas sind beide Arten als nicht gefährdet eingestuft. Zu D. shirana liegen noch nicht ausreichend Daten für eine Einstufung der IUCN vor (data deficient) und D. rhodesiana wurde noch nicht beurteilt.

## Systematik
Die Gattung wurde 1826 von dem österreichischen Zoologen Leopold Fitzinger erstbeschrieben. In der Reptile Database werden vier rezente Arten unterschieden (Stand: Dezember 2022):
- Duberria lutrix (Linnaeus, 1758)
- Duberria rhodesiana Broadley, 1958
- Duberria shirana (Boulenger, 1894)
- Duberria variegata (Peters, 1854)

Für D. lutrix werden fünf Unterarten unterschieden. Die Unterart D. l. lutrix umfasst nach molekularbiologischen Untersuchungen möglicherweise mehrere Kryptospezies, d. h. mehrere morphologisch nicht unterscheidbare Arten. Die ehemaligen Unterarten D. lutrix rhodesiana und D. lutrix shirana werden inzwischen als eigene Arten D. rhodesiana bzw. D. shirana angesehen.